# Viktor Lazlo
Viktor Lazlo, właśc. Sonia Dronier (ur. 7 października 1960 w Lorient) – francusko-belgijska wokalistka, prowadząca 32. Konkursu Piosenki Eurowizji (organizowanego w Brukseli w 1987 roku) oraz Festiwalu Piosenki Śródziemnomorskiej Megahit (odbywającego się w tureckim Fethiye w 2003 roku).

## Dyskografia

### Albumy
Większość z jej albumów zostało wydanych w języku angielskim i francuskim.
- She / Canoë Rose (1985)
- Viktor Lazlo (1987)
- Hot and soul / Club Desert (1989)
- Sweet Soft & Lazy – The Exclusive Collection (1990)
- My delicious poisons / Mes poisons délicieux (1991)
- Sweet, soft and lazy – The Very Best Of (1993)
- Back to Front / Verso (1996)
- Loin de Paname (2002)
- Amour(s) (2002)
- Saga (2004)
- Begin The Biguine (2007)

### Single
- 1984 Backdoor Man
- 1985 Canoë Rose
- 1985 Last Call for an Angel
- 1985 Slow Motion
- 1986 Pleurer des rivières
- 1986 Sweet Soft & Lazy
- 1987 Breathless
- 1987 Take Me
- 1988 You Are My Man
- 1988 Amour Puissance Six
- 1989 City Never Sleeps
- 1989 In the Midnight Sky
- 1990 Das erste mal tat’s noch weh (ze Stefanem Waggershausenem)
- 1990 Jesse (ze Stefanem Waggershausenem)
- 1990 Ansiedad
- 1991 Baiser sacré (z Xavierem Deluciem)
- 1991 Teach Me to Dance
- 1991 Love Insane
- 1991 Balade de Lisa
- 1993 The Dream Is in Our Hands
- 1993 Vattene amore (z Amedeo Minghim)
- 1994 Engel wie du (z Juliane Werding / Maggie Reilly)
- 1996 My Love
- 1996 Turn It All Around
- 1998 Besame mucho (z Raulem Pazem)
- 1999 Le message est pour toi (z Biagio Antonacci)
- 2002 The Sound of Expectation
- 2004 Love to Love You Baby
- 2005 Total Disguise (z Serhat)
- 2007 J’attends